# Julius Benedict

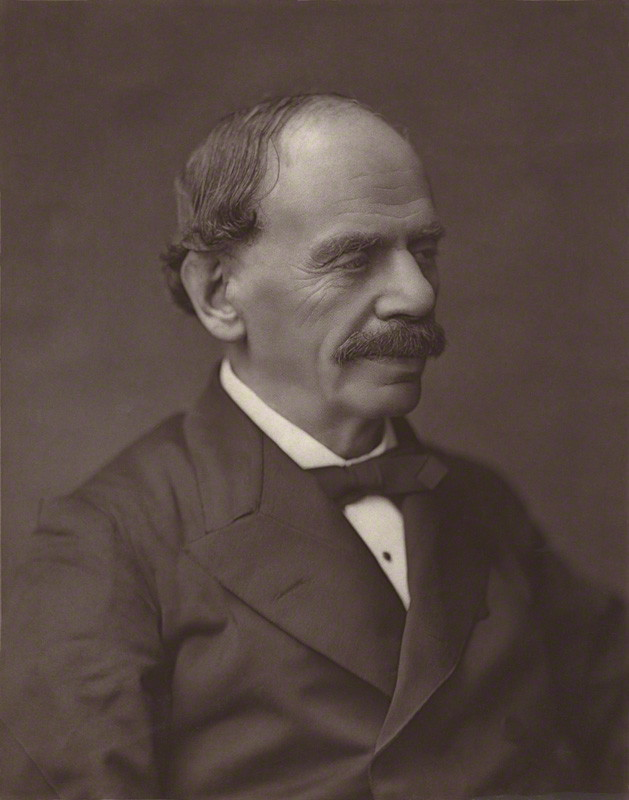
Sir Julius Benedict

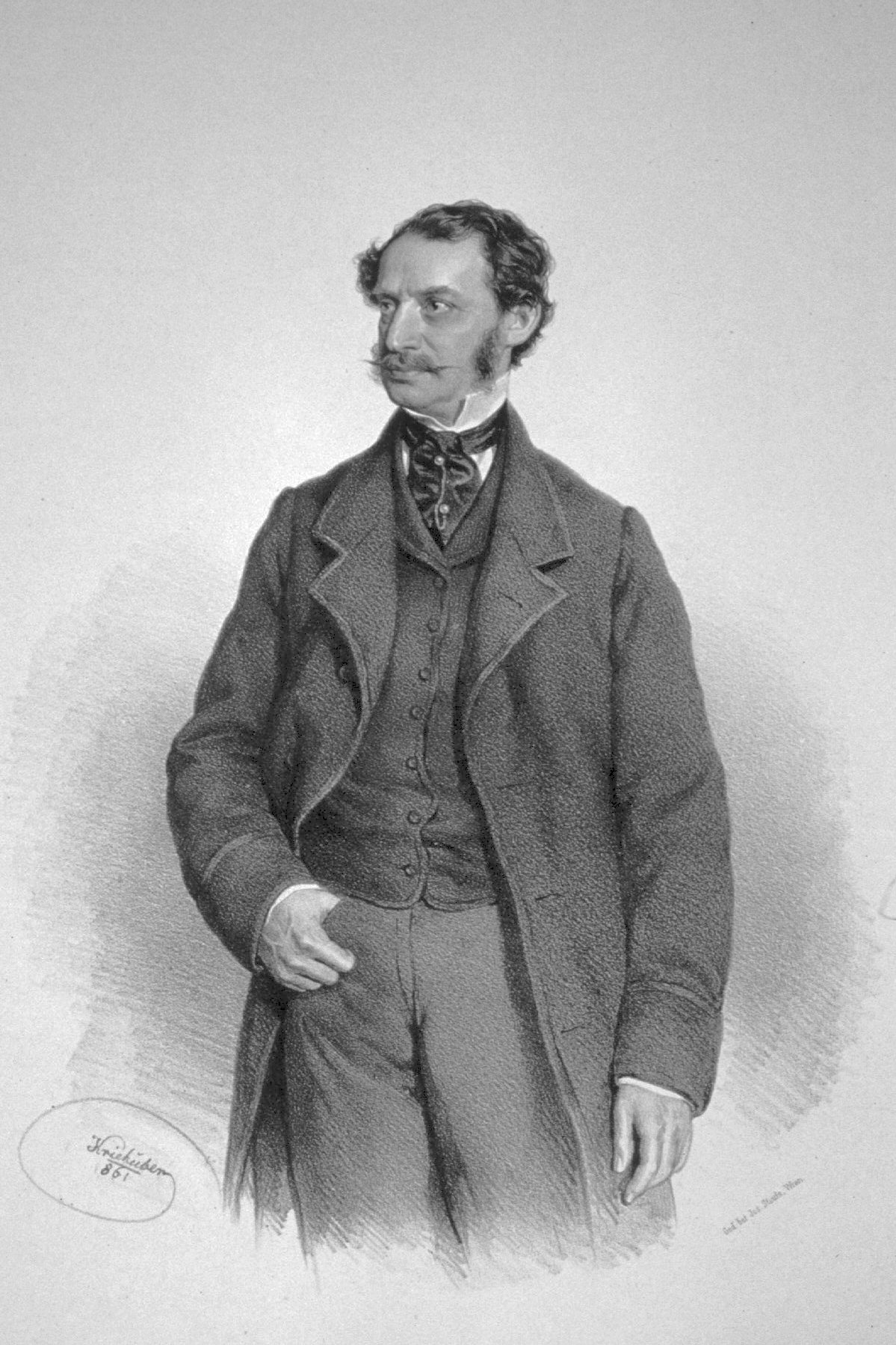
Julius Benedict, Lithographie von Josef Kriehuber, 1861

Sir Julius Benedict (* 27. November 1804 in Stuttgart; † 5. Juni 1885 in London) war ein britischer Komponist und Kapellmeister deutscher Herkunft.

## Leben
Geboren als Sohn des jüdischen Bankiers Moritz Benedict (1772–1852) studierte er Musik und Komposition; anfangs in Stuttgart bei Ludwig Abeille, später in Weimar bei Johann Nepomuk Hummel sowie Carl Maria von Weber, als dessen begabtester Schüler er galt. Im Jahr 1821 lernte er in Berlin Felix Mendelssohn Bartholdy kennen, mit dem ihn eine lebenslange Freundschaft verbinden sollte.
Auf Empfehlung von Carl Maria von Weber trat Benedict im Jahr 1823 die Stelle als Musikdirektor beim Kärntnertortheater in Wien an. Dort traf er mehrfach mit Ludwig van Beethoven zusammen und begleitete seinen Lehrer Weber, als dieser Beethoven in Baden besuchte.
Zwei Jahre später wechselte er in der gleichen Funktion nach Neapel ans Theater San Carlo. Danach konzertierte er mehrere Jahre als Pianist mit wechselndem Wohnsitz in Deutschland und Paris.
Ab 1835 lebte er mit wenigen Unterbrechungen in London und wirkte als Kapellmeister an unterschiedlichen Theatern. In den Jahren 1837 und 1850 schrieb er je ein Klavierkonzert; beide stehen klar in der Tradition von Hummel und kombinieren Virtuosität mit feinen Lyrismen.
Im Jahr 1850 unternahm er als Begleiter von Jenny Lind eine Konzertreise nach Amerika. Nach seiner Rückkehrer im Jahr 1851 nach London trat er die Stellung des Kapellmeisters am Covent Garden an. Im Jahr 1871 wurde er als Knight Bachelor geadelt und durfte sich fortan „Sir“ nennen. In den späten 1870er Jahren leitete er als Dirigent die Philharmonie in Liverpool. Benedict war Begründer der in London sogenannten populären Montagskonzerte (Kammermusik) und Dirigent vieler großer englischer Musikfeste.
Bis zu seinem Tod stand er als Orchesterdirigent und Klavierspieler in hohem Ansehen. Briefe von Julius Benedict befinden sich im Bestand des Leipziger Musikverlages C. F. Peters im Staatsarchiv Leipzig.

## Werke (Auswahl)
Neben zahlreichen Klavierkompositionen und einigen kirchlichen Musikwerken komponierte Benedict eine Reihe von Opern, von denen die ersten, italienische, in Rossinischer Manier geschrieben sind; 1838 trat er mit „The gypsy’s warning“ zur Komposition englischer Texte über, im Stil sich mehr Weber anschließend, und hatte damit große Erfolge, wie „Die Bräute von Venedig“, 1844, „Die Kreuzfahrer“ 1846, „Die Braut des Liedes“ sowie „Die Rose von Erin“ („The lily of Killarney“, 1865, sein mit Abstand erfolgreichstes Werk). Auch schrieb er mehrere Chorwerke für die Musikfeste.

### Opern
- Giacinta ed Ernesto
- I portoghesi in Goa („Die Portugiesen in Goa“)
- Un anno ed un giorno
- The Crusaders
- The Brides of Venice
- The Gypsy’s warning
- The Bride of Song
- The Lily of Killarney

### Ballette
- La miniera di Beaujonc

### Oratorien
- St. Cecilia
- St. Peter

### Klavierkonzerte
- Nr. 1 c-Moll op. 45 (1837)
- Nr. 2 Es-Dur op. 89 (1850) (Ersteinspielung 2008)[3]